# Walkthrough (jeu vidéo)
Pour les articles homonymes, voir Walkthrough.
Un walkthrough, dans l'univers du jeu vidéo, est un guide pas-à-pas d'un jeu. Il permet de montrer aux joueurs des manières de compléter le jeu parfaitement, dans le cas de défis (comme dans Assassin's Creed et The Elder Scrolls Online qui regorge d'objectifs hors jeux) ou de fins alternatives comme dans les jeux BioWare Dragon Age et Mass Effect.
Les walkthroughs sont généralement fait par des joueurs pour des joueurs.
Il est souvent confondu avec le playthrough ou le Let's Play, le premier consistant à présenter les bases d'un jeu, son fonctionnement, tel un didacticiel ; et le second consistant en plusieurs vidéos orientées « détente » dans lesquelles le vidéaste donne ses premières impressions, se donne souvent pour défi de terminer le jeu entièrement et qui ne servent qu'à divertir.

## Histoire
Les guides détaillés d'un jeu vidéo sont aujourd'hui principalement sous format vidéo publié sur Internet ; cependant le principe est plus ancien que la technologie d'aujourd'hui. Les guides étaient publiés sous format papier, que ce soit les guides officiels de stratégie de jeu ou des magazines spécialisés.

## Formats
Les walkthroughs prennent différentes formes. Il peut s'agir d'un document rédigé, d'une série de vidéos avec ou sans commentaires, d'articles sur Internet ou encore de sites spécialisés, comme IGN.com ou jeuxvideo.com. 